# Paralympiatravet
Groupe I
La Paralympiatravet, nommée Olympiatravet jusqu'en 2019, est une course hippique de trot attelé se déroulant au début du mois de mai sur l'hippodrome d'Åby (en), à Göteborg, en Suède.
C'est une course internationale de Groupe I réservée aux chevaux de 3 ans et plus.
Elle se court sur la distance de 2 140 mètres, départ à l'autostart. L'allocation s'élève à 2 845 000 SEK (environ 260 115 €), dont 1 500 000 SEK pour le vainqueur.

## Palmarès
| Année | Vainqueur               | S/A                 | Pays                | Père                | Driver              | Deuxième            | Troisième           | Réd.km              |
| ----- | ----------------------- | ------------------- | ------------------- | ------------------- | ------------------- | ------------------- | ------------------- | ------------------- |
| 2025  | Borups Victory (sv)     | M.7                 | Suède               | Googoo Gaagaa       | Daniel Wäjersten    | San Moteur          | Inmarosa            | 1'10"               |
| 2024  | Önas Prince (sv)        | M.7                 | Suède               | Chocolatier         | Per Nordström       | Kentucky River      | Beartime            | 1'10"1              |
| 2023  | San Moteur (sv)         | M.6                 | Suède               | Panne de Moteur     | Björn Goop          | Hadès de Vandel     | Rakham              | 1'10"8              |
| 2022  | Who's Who (sv)          | M.8                 | Suède               | Maharajah           | Örjan Kihlström     | Extreme             | Night Brodde        | 1'11"9              |
| 2021  | Délia du Pommereux (sv) | F.8                 | France              | Niky                | Éric Raffin         | Very Kronos         | Aetos Kronos        | 1'10"9              |
| 2020  | Elian Web (sv)          | H.8                 | Finlande            | Like A Prayer       | Jorma Kontio        | Cyber Lane          | Billie de Montfort  | 1'12"2              |
| 2019  | Handsome Brad (sv)      | M.6                 | Suède               | Muscle Hill         | Carl Johan Jepson   | Bahia Quesnot       | Day or Night In     | 1'11"               |
| 2018  | Ringostarr Treb (sv)    | M.8                 | Italie              | Classic Photo       | Wim Paal            | Giveitgasandgo      | Titty Jepson        | 1'10"               |
| 2017  | Lionel (sv)             | M.7                 | Norvège             | Look de Star        | Gøran Antonsen      | Your Highness       | Oasis Bi            | 1'10"9              |
| 2016  | Your Highness (sv)      | F.7                 | Suède               | Chocolatier         | Björn Goop          | Sauveur             | Anna Mix            | 1'10"9              |
| 2015  | B.B.S. Sugarlight (sv)  | H.6                 | Suède               | Super Light         | Peter Untersteiner  | Oasis Bi            | Voltigeur de Myrt   | 1'10"7              |
| 2014  | Solvato (sv)            | M.5                 | États-Unis          | Donato Hanover      | Veijo Heiskanen     | Sanity              | Kash's Cantab       | 1'10"9              |
| 2013  | Maharajah               | M.8                 | Suède               | Viking Kronos       | Örjan Kihlström     | Roxana de Barbray   | Sebastian K.        | 1'11"               |
| 2012  | Commander Crowe         | H.9                 | Suède               | Juliano Star        | Christophe Martens  | Yarrah Boko         | Noras Bean          | 1'12"2              |
| 2011  | Brioni                  | M.8                 | Allemagne           | Timberland          | Joakim Lövgren      | Marshland           | Yarrah Boko         | 1'11"4              |
| 2010  | Copper Beech            | M.9                 | Danemark            | Como                | Conrad Lugauer      | Beanie M.M.         | Debbie Brodda       | 1'11"6              |
| 2009  | Triton Sund (sv)        | M.8                 | Suède               | Viking Kronos       | Örjan Kihlström     | Oiseau de Feux      | Torvald Palema      | 1'11"1              |
| 2008  | Torvald Palema (sv)     | M.8                 | Suède               | Alf Palema          | Åke Svanstedt       | Adams Hall          | Finders Keepers     | 1'12"2              |
| 2007  | Gentleman (sv)          | M.8                 | Suède               | Gentle Star         | Thomas Uhrberg      | Acclaim             | Hot Tub             | 1'12"8              |
| 2006  | Thai Tanic (no)         | M.8                 | Norvège             | Viking Kronos       | Björn Goop          | Super Light         | Order By Fax        | 1'13"               |
| 2005  | Gidde Palema            | H.10                | Suède               | Alf Palema          | Åke Svanstedt       | Kart de Baudrairie  | Spring Ray          | 1'12"9              |
| 2004  | Gidde Palema            | H.9                 | Suède               | Alf Palema          | Åke Svanstedt       | Hilda Zonett        | Couch Doctor        | 1'12"9              |
| 2003  | Gidde Palema            | H.8                 | Suède               | Alf Palema          | Åke Svanstedt       | Flambeau des Pins   | Hilda Zonett        | 1'13"1              |
| 2002  | Varenne                 | M.7                 | Italie              | Waikiki Beach       | Giampaolo Minucci   | Egon Lavec          | Baron Pepper        | 1'12"4              |
| 2001  | Etain Royal (fi)        | H.9                 | Finlande            | Ulf d'Ombrée        | Jorma Kontio        | Atom Tess           | Blue Fighter        | 1'13"2              |
| 2000  | Varenne                 | M.5                 | Italie              | Waikiki Beach       | Giampaolo Minucci   | Général du Pommeau  | Giant Cat           | 1'12"7              |
| 1999  | Scandal Play (sv)       | H.9                 | Suède               | Super Play          | Bo Eklöf            | Baron Pepper        | Lovely Godiva       | 1'14"9              |
| 1998  | Rival Damkaer           | H.9                 | Danemark            | Copperfield         | Erik Adielsson      | Gentle Star         | Scandal Play        | 1'16"2              |
| 1997  | Scandal Play            | H.7                 | Suède               | Super Play          | Bo Eklöf            | Frisky Frazer       | Blixten Pellini     | 1'13"7              |
| 1996  | Copiad                  | M.7                 | Suède               | Texas               | E.Bergløf           | Rival Damkaer       | Scandal Play        | 1'13"9              |
| 1995  | Copiad                  | M.6                 | Suède               | Texas               | E.Bergløf           | Ina Scot            | Tamin Sandy         | 1'13"6              |
| 1994  | Queen L                 | F.5                 | Suède               | Crownton            | Stig H. Johansson   | Shan Rags           | Peace Corps         | 1'13"8              |
| 1993  | Queen L                 | F.5                 | Suède               | Crownton            | Stig H. Johansson   | Nordin Hanover      | Houston Laukko      | 1'14"3              |
| 1992  | Bravo Sund              | M.8                 | Suède               | Songcan             | Jorma Kontio        | Defiant One         | Timonier            | 1'14"3              |
| 1991  | Karate Chop             | M.8                 | Suède               | Texas               | Bo Näslund          | On Guard            | Bravo Sund          | 1'15"1              |
| 1990  | Jet Ribb                | H.8                 | Suède               | Count's Pride       | Hans G Eriksson     | JR Broline          | The Big Apple       | 1'14"6              |
| 1989  | Callit                  | M.8                 | Suède               | Tibur               | Karl O Johansson    | Abbey Rozz          | Bravo Sund          | 1'14"9              |
| 1988  | Sugarcane Hanover       | M.5                 | États-Unis          | Florida Pro         | Gunnar Eggen        | Callit              | Jet Ribb            | 1'14"4              |
| 1987  | Grades Singing          | F.5                 | Suède               | Texas               | Ulf Thoresen (no)   | Big Spender         | Utah Bulwark        | 1'15"4              |
| 1986  | Utah Bulwark (sv)       | M.9                 | Suède               | Utah IX             | Stig H. Johansson   | Mon Tourbillon      | Big Spender         | 1'14"5              |
| 1985  | Meadow Road (sv)        | M.6                 | Suède               | Madison Avenue      | Torbjörn Jansson    | Ogorek              | Lapito              | 1'15"5              |
| 1984  | Einarsin                | M.4                 | Finlande            | Expo Hanover        | Tapio Perttunen     | Kenvil              | Armbro Butler       | 1'15"1              |
| 1983  | Course non disputée     | Course non disputée | Course non disputée | Course non disputée | Course non disputée | Course non disputée | Course non disputée | Course non disputée |
| 1982  | Jana Bloc (sv)          | F.7                 | Suède               | Train Bloc          | Ove R. Andersson    | Lass Safari         | San Siro            | 1'18"8              |